# 78-й Венеційський міжнародний кінофестиваль
78-й щорічний Венеційський міжнародний кінофестиваль пройшов з 1 по 11 вересня 2021 р. Президентом журі було призначено південнокорейського режисера Пон Чжунхо.
Фільмом відкриття стала картина «Паралельні матері» іспанського режисера Педро Альмодовара.
«Золотого лева» було вручено фільму «Подія» режисера Одрі Діван, Гран-прі журі — «Рука Бога» Паоло Соррентіно. Під час фестивалю відбулася прем'єра фільму Олега Сенцова Носоріг.

## Журі
Основний конкурс (Венеція 78)
- Пон Джун-хо, південнокорейський режисер і сценарист (президент журі)
- Саверіо Костанцо, італійський режисер і сценарист
- Вірджинія Ефіра, бельгійська акторка
- Синтія Еріво, британська акторка та співачка
- Сара Гадон, канадська акторка
- Александр Нанау, румунсько-німецький режисер документальних фільмів
- Хлої Чжао, китайська режисерка, сценаристка та продюсерка

## Офіційний відбір

### Основний конкурс
Для головного міжнародного конкурсу були відібрані наступні фільми:
| Українська назва                     | Оригінальна назва            | Режисер (и)                       | Країна-виробник                                        |
| ------------------------------------ | ---------------------------- | --------------------------------- | ------------------------------------------------------ |
| Америка Латина                       | America Latina               | Даміано та Фабіо Д'Інноченцо      | Італія                                                 |
| Інше слово                           | Un autre monde               | Стефан Брізе                      | Франція                                                |
| Коробка                              | La caja                      | Лоренцо Вігас                     | Мексика, США                                           |
| Капітан Волконогів утік              | Капитан Волконогов бежал     | Олексій Чупов та Наталя Меркулова | Росія                                                  |
| Холодний розрахунок                  | The Card Counter             | Пол Шредер                        | Сполучені Штати                                        |
| Виродки                              | Freaks Out                   | Габріеле Майнетті                 | Італія, Бельгія                                        |
| Рука Божа                            | Stata la mano di Dio         | Паоло Соррентіно                  | Італія                                                 |
| Буває                                | L'Événement                  | Одрі Діван                        | Франція                                                |
| Отвір                                | Il buco                      | Мікеланджело Фраммартіно          | Італія, Франція, Німеччина                             |
| Не залишайте слідів                  | Żeby nie było śladów         | Ян П. Матушинський                | Польща, Франція, Чехія                                 |
| Загублена дочка                      | The Lost Daughter            | Меґі Джиленхол                    | Греція, США                                            |
| Втрачені ілюзії                      | Illusions perdues            | Ксав'є Джаннолі                   | Франція                                                |
| Мона Ліза та Кровний Місяць          | Mona Lisa and the Blood Moon | Ана Лілі Амірпур                  | Сполучені Штати                                        |
| Офіційний конкурс                    | Компетенція офіційна         | Гастон Дюпра та Маріано Кон       | Іспанія                                                |
| Про роботу 2: Зниклі 8               | On the Job 2: The Missing 8  | Ерік Матті                        | Філіппіни                                              |
| Паралельні матері (початковий фільм) | Madres paralelas             | Педро Альмодовар                  | Іспанія                                                |
| Сила собаки                          | The Power of the Dog         | Джейн Кемпіон                     | Велика Британія, Австралія, США, Канада, Нова Зеландія |
| '                                    | Qui rido io                  | Маріо Мартоне                     | Італія, Іспанія                                        |
| Відблиск                             | Відблиск                     | Валентин Васянович                | Україна                                                |
| Спенсер                              | Spencer                      | Пабло Ларраін                     | США, Велика Британія, Німеччина, Чилі                  |
| Захід сонця                          | Sundown                      | Мішель Франко                     | Мексика, Франція, Швеція                               |

### Позаконкурсні покази
Для відбору поза конкурсом були відібрані наступні фільми:
| Українська назва    | Оригінальна назва               | Режисер (и)          | Країна-виробник                        |
| ------------------- | ------------------------------- | -------------------- | -------------------------------------- |
| Аріаферма           | Ariaferma                       | Леонардо ді Костанцо | Італія, Швейцарія                      |
| Дюна                | Dune                            | Дені Вільнев         | Канада, Угорщина, Велика Британія, США |
| Хеллоуїн вбиває     | Halloween Kills                 | Девід Гордон Грін    | Сполучені Штати                        |
|                     | Il Bambino Nascosto (кінофільм) | Роберто Андо         | Італія, Франція                        |
|                     | La Scuola Cattolica             | Стефано Мордіні      | Італія                                 |
| Остання дуель       | The Last Duel                   | Рідлі Скотт          | Велика Британія, США                   |
| Минулої ночі у Сохо | Last Night in Soho              | Едгар Райт           | Велика Британія, США                   |
|                     | Les Choses Humaines             | Іван Атталь          | Франція                                |
| Старий Генріх       | Old Henry                       | Поці Понсіролі       | Сполучені Штати Америки                |
| Республіка мовчання | Republic of Silence             | Діана Ель Джейруді   | Франція, Німеччина, Сирія              |

### Програма «Горизонти»
Для програми «Горизонти» були відібрані наступні фільми (італ. Orizzonti) розділ:
| Конкурс «Горизонт»      | Конкурс «Горизонт»           | Конкурс «Горизонт»    | Конкурс «Горизонт»                                              |
| Українська назва        | Оригінальна назва            | Режисер (и)           | Країна-виробник                                                 |
| ----------------------- | ---------------------------- | --------------------- | --------------------------------------------------------------- |
| Атлантид                | Atlantide                    | Юрій Анкарані         | Італія, Франція, США, Катар                                     |
| Міракол                 | Miracol                      | Богдан Джордж Апетрі  | Румунія, Чехія, Латвія                                          |
| Паломники               | Piligrimai                   | Лавринас Барейса      | Литва                                                           |
|                         | Il Paradiso del Pavone       | Лаура Біспурі         | Італія, Німеччина                                               |
| Водоспад                | Pu Bu                        | Монг-Хун Чунг         | Тайвань                                                         |
|                         | El Hoyo en la Cerca          | Хоакін дель Пасо      | Мексика, Польща                                                 |
| Аміра                   | Amira                        | Мохамед Діаб          | Єгипет, Йорданія, Об'єднані Арабські Емірати, Саудівська Аравія |
|                         | À Plein Temps                | Ерік Гравел           | Франція                                                         |
| Цензорка                | Cenzorka                     | Пітер Керекес         | Словаччина, Чехія, Україна                                      |
|                         | Vera Andrron Detin           | Калтріна Красніці     | Косово, Албанія, Північна Македонія                             |
|                         | Les Promesses                | Томас Круйтгоф        | Франція                                                         |
| Біла будівля            | Bodeng Sar                   | Кавич Неанг           | Камбоджа, Франція, Китай, Катар                                 |
| Анатомія часу           | Wela                         | Джакравал Нільтамронг | Таїланд, Франція, Нідерланди, Сінгапур, Німеччина               |
|                         | El Otro Tom                  | Родріго Пла           | Мексика, США                                                    |
|                         | El Gran Movimiento           | Кіро Руссо            | Болівія, Франція, Катар, Швейцарія                              |
| Одного разу в Калькутті | Once Upon a Time in Calcutta | Адітя Вікрам Сенгупта | Індія, Франція, Норвегія                                        |
| Носоріг                 | Носоріг                      | Олег Сенцов           | Україна, Польща, Німеччина                                      |
| Правдиві речі           | True Things                  | Гаррі Вутліфф         | Об'єднане Королівство                                           |
|                         | Inu-Oh                       | Масаакі Юаса          | Японія, Китай                                                   |

## Нагороди

### Спеціальні нагороди
- Золотий лев за життєві досягнення : Роберто Беніні[16] та Джеймі Лі Кертіс[17]